# Suwalski Ośrodek Kultury

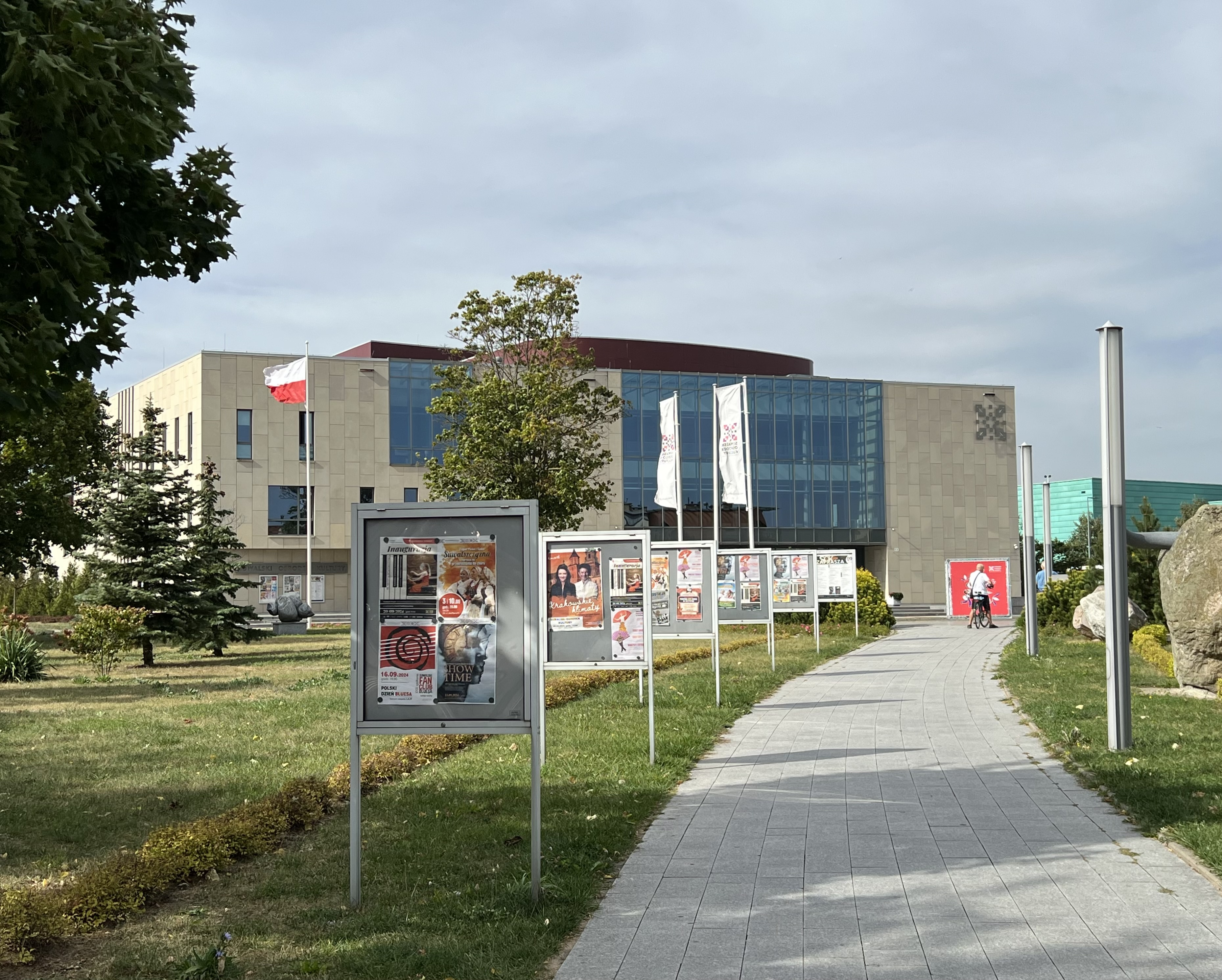
Suwalski Ośrodek Kultury

Suwalski Ośrodek Kultury powstał w listopadzie 2012 na podstawie Uchwały nr XIX/191/2012 Rady Miejskiej w Suwałkach, z połączenia zlikwidowanych jednostek: Regionalnego Ośrodka Kultury i Sztuki oraz Młodzieżowego Domu Kultury w Suwałkach.
Pierwszym dyrektorem instytucji była Bożena Kamińska, którą 2 listopada 2018 roku zastąpiła na tym stanowisku Alicja Andrulewicz. Pierwszym zastępcą (2012-2015) był Marek Gałązka, od 1 marca 2015 funkcję tę pełni dr Ignacy Ołów.

## Organizowane imprezy
- Suwałki Blues Festival
- Międzynarodowy Festiwal Ludowych Zespołów Tanecznych Źródliska
- Ogólnopolskie Spotkania z Monodramem „O Złotą Podkowę Pegaza”
- Festiwal Fantastyki „Portal Północny Wschód”[1]
- Muszelki Wigier[2]
- Międzynarodowy Festiwal Teatrów Dzieci i Młodzieży Wigraszek